# 室昉
室 昉（しつ ぼう、920年 - 994年）は、遼（契丹）の政治家。字は夢奇。本貫は幽州薊県。

## 経歴
幼いころから学問につとめ、20年にわたって戸外に出なかったので、郷里の人さえ知る者がなかった。会同初年、進士に及第し、盧龍軍巡捕官となった。会同10年（947年）、太宗が開封に入城すると、室昉は知制誥に任じられて儀礼を統轄した。天禄年間、南京留守判官となった。応暦年間、翰林学士に累進し、十数年にわたって宮中に出入りした。保寧年間、政事舎人を兼ね、たびたび諮問を受けて古今の歴史上の得失について答えた。景宗は室昉に司法官としての才能があると考えて、南京副留守に任じて、訴訟を決裁させた。室昉は工部尚書に転じ、まもなく枢密副使となり、参知政事をつとめた。ほどなく枢密使に任じられ、北府宰相を兼ね、同中書門下平章事の位を加えられた。乾亨初年、監修国史を命じられた。
統和元年（983年）、老年のため引退を願い出たが、許されなかった。『尚書』無逸篇を献上して諫めると、睿智太后の賞賛を受けた。統和2年（984年）秋、諸嶺の道路を改修するよう命を受けて、民夫20万を動員して工事した。このころ室昉は韓徳譲や耶律斜軫らと協力して聖宗を補佐し、租税を抑えて民力の休養につとめ、信賞必罰を徹底したので、治世は比較的に安定した。統和4年（986年）、韓徳譲とともに当年の山西の租税を免除するよう上奏した。
統和8年（990年）、再び引退を願い出た。請願はしりぞけられたが、入朝のときに拝礼を免除される特権を受け、睿智太后が閤門使の李従訓を派遣して労をねぎらわせた。南京析津府に住むよう命じられ、鄭国公に封じられた。晋国公主が南京析津府に仏寺を建てると、聖宗が額を賜ろうとしたが、室昉は以前の勅命に違反するとして諫める上奏をおこない、聞き入れられた。統和9年（991年）、編纂した『実録』20巻を献上すると、聖宗の賞賛を受けて、中書令の位を加えられた。
後任に韓徳譲を推薦してまたも引退を願い出たが、やはり聞き入れられなかった。聖宗は室昉の老体をいたわって、輦に乗って入朝することを許した。統和12年（994年）、病が重くなると、聖宗が翰林学士の張幹を室昉の邸に派遣して見舞わせ、中京留守に任じ、尚父の位を加えた。75歳で死去した。尚書令の位を追贈された。

## 伝記資料
- 『遼史』巻79 列伝第9